# Paula Radcliffe
Paula Jane Radcliffe (født 17. december 1973), engelsk langdistanceløber og tidligere indehaver af verdens hurtigste tid i maratonløb for kvinder.
Rekorden blev sat ved London Maraton 2003 i tiden 2.15,25.
Radcliffe er født i Northwich, Cheshire, og har læst moderne sprog ved Loughborough University.
Radcliffe er kendt for sine dårlige afslutninger, hun kan ikke sprinte, hvorfor hun må angribe tidligt i løbene for at ryste konkurrenterne af. Et godt eksempel: 10.000-meteren ved de olympiske lege i 2000, hvor hun førte på de første 24 omgange og tabte alt på gulvet den sidste omgang. Hun blev nummer fire.
Radcliffe har også verdensrekorderne på 10, 20 og 30 km landevejsløb. Hun har to gange vundet guld ved verdensmesterskaber i cross i (2001 og 2002), og i december 2003 blev hun europamester for anden gang i cross-country, den eneste kvinde som har formået dette i mesterskabernes historie.
Radcliffes største bedrift på bane er guldmedaljen på 10.000 meter ved europamesterskaberne i 2002. Hun har bevist at hun er en fantastisk løber på distancer så korte som 5.000 m, hvor hun har præsteret en tid på 5.000 m. så god som 14.31,42, kun tre sekunder langsommere end verdensrekorden. 
Hun blev tildelt MBE (Most Excellent Order of the British Empire) i juni 2002, og senere på året blev hun BBC Sports Personality of the Year.
Radcliffe var favorit til at vinde guldmedaljen i maratonløb, ved de olympiske lege i Athen 2004. Hun måtte udgå af løbet efter 36 km på grund af varmen. Fem dage senere løb hun 10.000 m, men hun var stadig mærket af strabadserne fra maratonløbet, og løb dårligt og udgik af løbet på 17. omgang efter at være sat af de førende løbere.
Radcliffe blev verdensmester i maratonløb (2.20,57) ved verdensmesterskaberne i Helsingfors, den 14. august 2005.
Radcliffes evner i landevejsløb og engagement i træningssammenhæng (hun træner over 300 km om ugen) samt hendes indstilling til at spille efter reglerne giver stor respekt omkring hendes person. Hun profilerer sig kraftigt i fordømmelse af dopingmisbrug. Hun gjorde sig kraftigt bemærket ved World Athletics Championships i Edmonton i 2001, hvor Radcliffe og hendes holdkammerat Hayley Tullett med en plakat protesterede mod den russiske atletikkvinde Olga Yegorova, efter at Yegarova var blevet testet positiv med det forbudte dopingmiddel EPO. Radcliffe bærer et rødt bånd når hun konkurrerer for at vise sin støtte til at der tages blodprøver for at fange snyderne.